# Leonel García
Pour les articles homonymes, voir García.
Leonel García (né le 27 janvier 1975 à Mexico) est un compositeur et musicien mexicain.

## Biographie

### Carrière solo
Dans les années 1990, il commence à composer et à diriger pour de jeunes artistes tels que Lynda Thomas, Luis Miguel, Kan et Ernesto D'Alessio. Ce n'est qu'en 2000 qu'il signe avec Sony, où il rencontre Noel Schajris, avec qui il forme le duo à succès Sin Bandera, qui se sépare en 2009. 
Leonel se lance en solo sous le pseudonyme de León Polar, un pseudonyme qu'il reprendra plus tard sous son nom, Leonel García. Le 14 juillet 2008, il publie son premier album studio solo, sous son nom de scène León Polar. En plus d'être auteur-compositeur-interprète, Leonel a une section sur la plateforme YouTube, où il crée des clips dans lesquels il donne des conseils sur la musique, intitulés Leonel recomienda.

### Avec Sin Bandera
En 2000, il s'associe à Noel Schajris pour former le duo Sin Bandera, dont le nom vient d'une occasion où García et Schajris roulaient le long d'une avenue principale de Mexico, passant devant le champ équestre appelé Campo Marte, un endroit qui arbore toujours un drapeau du Mexique, mais ce jour-là, seul le mât du drapeau est présent. Le duo sort six albums studio : Sin Bandera (2002), De viaje (2003), Mañana (2005), Pasado (2006), Una última vez (Deluxe Edition) (2016) et Frecuencia (2022) ; ainsi que trois albums live : Hasta Ahora : En vivo desde el Auditorio Nacional (2008), Primera Fila Acústico : Una Ultima Vez - Encore (2017) et Cuatro Latidos Tour - En vivo (2019), un album qui sert d'enregistrement de la tournée homonyme qu'ils effectuent ensemble avec le groupe Camila, la liste des pistes de l'album comprend des chansons considérées comme des hits de chaque groupe chantées séparément et une section finale de quatre chansons - deux de chaque groupe - chantées en collaboration entre les deux groupes.
Ils se séparent pour la première fois le 25 juin 2007, leur retour en duo se fait le 4 novembre 2015 avec une tournée internationale intitulée Sin Bandera : Una última vez. Le groupe entame une tournée interaméricaine en 2023 et continue avec des dates jusqu'en février 2024.

## Discographie

### Albums studio
- 2011 : Tú
- 2012 : Leonel García y sus amigos en navidad
- 2013 : Todas mías
- 2014 : Amor futuro
- 2018 : Amor presente
- 2020 : Amor pasado
- 2021 : 45 RPM
- 2022 : Ella y Yo
- 2024 : Pausa

### Albums live
- 2014 : Acústico (Desde la sala telefónica del centro cultural Roberto Cantoral)

### EP
- 2021 : Lo más romántico de

## Distinctions
| Année | Prix               | Catégorie                          | Nommé    | Résultat   | Réf   |
| ----- | ------------------ | ---------------------------------- | -------- | ---------- | ----- |
| 2021  | Fans Choice Awards | Pop - artiste masculin             | El mismo | Nomination | [ 5 ] |
| 2021  | Fans Choice Awards | Meilleure vidéo - artiste masculin | El mismo | Nomination | [ 5 ] |